# Kathleen Allais
Kathleen Allais (* 19. September 1975 in Antibes) ist eine ehemalige französische Freestyle-Skierin. Sie startete in den Buckelpisten-Disziplinen Moguls und Dual Moguls.

## Werdegang
Allais startete im Februar 1991 in La Clusaz erstmals im Weltcup, wobei sie den 23. Platz im Moguls errang und kam bei den Internationalen Jugendmeisterschaften 1994 in Laajavuori auf den fünften Platz im Moguls. Von 1995 bis 2000 nahm sie am Europacup teil. Dabei holte sie drei Siege und sprang in der Saison 1995/96 auf den zweiten Platz in der Moguls-Disziplinen Wertung sowie in der Saison 1999/2000 auf den vierten Rang in der Gesamtwertung. Bei den Weltmeisterschaften 1999 in Meiringen-Hasliberg wurde sie Neunte im Moguls-Wettbewerb. In der Saison 2000/01 kam sie bei sieben Weltcupteilnahmen sechsmal unter den ersten Zehn. Dabei erreichte sie in Mont-Tremblant mit dem vierten Platz im Moguls ihre beste Platzierung und zum Saisonende mit dem 12. Platz im Gesamtweltcup sowie mit dem sechsten Rang im Moguls-Weltcup ihre besten Gesamtergebnisse. Beim Saisonhöhepunkt, den Weltmeisterschaften 2001 in Whistler, belegte sie den 24. Platz im Moguls und den neunten Rang im Dual Moguls. Letztmals international startete sie bei den Olympischen Winterspielen 2002 in Salt Lake City. Dort errang sie den 24. Platz im Moguls.

## Erfolge

### Olympische Spiele
- 2002 Salt Lake City: 24. Platz Moguls

### Weltmeisterschaften
- 1999 Meiringen-Hasliberg: 9. Platz Moguls
- 2001 Whistler: 9. Platz Dual Moguls, 24. Platz Moguls

### Weltcup-Gesamtplatzierungen
Allais nahm an 34 Weltcups teil und erreichte 12 Top-Zehn-Platzierungen.
| Saison    | Gesamt | Gesamt | Moguls | Moguls | Dual Moguls | Dual Moguls |
| Saison    | Punkte | Platz  | Punkte | Platz  | Punkte      | Platz       |
| --------- | ------ | ------ | ------ | ------ | ----------- | ----------- |
| 1995/96   | 4      | 93.    | 36     | 37.    | 4           | 29.         |
| 1996/97   | 39     | 57.    | 156    | 21.    | 44          | 28.         |
| 1998/99   | 18     | 45.    | 72     | 26.    | 8           | 27.         |
| 1999/2000 | 13     | 53.    | 52     | 30.    | 44          | 20.         |
| 2000/01   | 79     | 12.    | 396    | 6.     | –           | –           |
| 2001/02   | 41     | 39.    | 248    | 20.    | 8           | 27.         |

.